# Шетландская плита

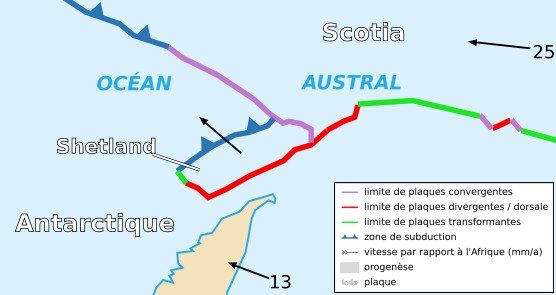
Расположение Шетландской плиты

Шетландская плита — тектоническая микроплита. Имеет площадь — 0.00178 стерадиан. Обычно рассматривается в составе Антарктической плиты.
Расположена на севере Антарктического полуострова в проливе Дрейка.
На северо-западе имеет зону субдукции под Антарктической плитой, от которой образованы Южные Шетландские острова. С юго-востока имеет дивергентную границу с Антарктической плитой, имеет короткую конвергентную границу с плитой Скоша.